# McLeod's Daughters
McLeod's Daughters is een Australische televisieserie van Nine Network. Vanaf 2004 is het een van de succesvolste series op de Australische televisie met een gemiddelde van 1,5 miljoen kijkers per aflevering. In 2003 werd de serie in meer dan 100 landen op televisie uitgezonden via het Hallmark Channel. De serie is gebaseerd op de gelijknamige film uit 1996.

## Verhaal kort samengevat
Zussen Claire en Tess McLeod leven vanaf hun kinderjaren gescheiden van elkaar. Tess leeft in de grote stad met haar moeder, Ruth Silverman, terwijl Claire op het platteland woont met hun vader, Jack McLeod. Als Jack overlijdt, erft iedere zus een deel van de boerderij Drovers Run.
Tess keert voor het eerst sinds jaren weer terug naar het platteland, naar Drovers Run, tevens vooral terug naar Claire.
Claire runt inmiddels de gehele boerderij en wordt bijgestaan door vijf boerderijknechten en door Meg Fountain, de huishoudster die samen met haar dochter Jodi op het erfgoed in het kleine huis woont. Ook komt het lokale boodschappenmeisje en serveerster Becky Howard af en toe langs.
Claire voelt zich echter gekwetst door het feit dat Tess alleen maar terug lijkt te zijn gekomen voor het erfgoed.
Tess besluit een tijdje op Drovers te komen logeren, iets waar Claire in eerste instantie niet op zit te wachten.
Als Claire haar laat zien wat de boerderij betekent voor haar en iedereen, besluit Tess zich bij Claire aan te sluiten en om voorgoed op Drovers te komen wonen.
Langzaam groeien de zussen weer naar elkaar toe en hoewel Claire koudbloedig en afstandelijk lijkt te zijn, komt Claire door Tess’ spontanere manier van leven wat los.
Als de vijf boerderijknechten betrapt worden op het stelen van brandstof, ontslaat Claire ze onverbiddelijk. Vanaf dat moment maakt ze zich grote zorgen, aangezien ze al het zware werk niet alleen aankan. De meiden Claire, Tess, Meg, Jodi en Becky besluiten met z'n vijven wat ervan te maken, ondanks alle kritiek van hun ouderwetse buren.

## Seizoen 1
In seizoen 1 keert Tess terug naar Drovers Run, nadat haar vader Jack McLeod is overleden.
Zussen Tess en Claire herenigen, maar hun vroegere band is verdwenen en ontwikkelt zich nu moeilijk.
In de eerste aflevering betrapt Tess de boerderijmedewerkers op het stelen van brandstof. Niet echt wetend dat zij iets strafbaars deden, vertelt ze dit aan Claire als deze achterdochtig wordt na een nogal verdacht ongeluk met een van haar knechten. Claire ontslaat alle vijf de medewerkers en staat vanaf dan alleen ervoor.
Meg, de huishoudster en haar dochter Jodi bieden aan te helpen op de boerderij.
Ook het boodschappenmeisje en serveerster Becky Howard wil helpen, en als Tess zich dan ook aanbiedt, heeft Claire weer een volle werkploeg om mee door te gaan, ondanks dat nog nooit eerder alleen vrouwen een boerderij hebben gerund.
De liefde komt ook aan bod dit seizoen. Zo komt de relatie die Meg heeft met Terry Dodge eindelijk uit, nadat ze het maanden verborgen hebben weten te houden voor Jodi. Terry is medewerker op het naburige Killarney, het imperium van de Ryans.
Claire ontmoet in dit seizoen ook Peter Johnson, die contactpersoon is van het bedrijf Australian Bloodlines. Claire heeft vanaf het eerste moment een vreselijke hekel aan Peter en dit is wederzijds.
Tess krijgt een relatie met Alex, de oudste van de Ryan broers, iets waar Claire een beetje jaloers op is.
Jodi ontmoet een Italiaanse rugzaktoerist genaamd Alberto, van wie zij helaas weer afscheid moet nemen als blijkt dat zijn visum al enige tijd verlopen is en hij dus illegaal in Australië is.
Becky vertelt Tess dat ze is verkracht door haar baas, de eigenaar van de lokale pub, Brian Cronin, en Tess doet er alles aan om iedereen van de ware aard van Brian te overtuigen. Al gauw komen alle meiden erachter dat Brian een nare vent is. In de laatste aflevering van seizoen 1 wordt Brian dood gevonden in de dam van Drovers. Claire en Meg vermoeden dat Becky hem vermoord heeft. Zij was de nacht ervoor uit frustratie weggereden en kwam de ochtend terug met een hoofdwond. Uiteindelijk blijkt echter dat Brian verdronk nadat hij uitgleed, terwijl hij een ton chemische middelen dumpte in de dam. Het bleek dus een ongeluk.
Ook komen Peter en Claire nader tot elkaar, wat leidt tot een eerste kus op een moment dat hij absoluut niet mag weten wat ze achter in de auto vervoeren.

## Seizoen 2
Seizoen 2 gaat meteen verder waar seizoen 1 eindigde. Peter en Claire gaan een voorzichtige relatie tegemoet, terwijl Becky verliefd wordt op de knecht van Killarney, Brick. Voor Jodi gaat ook het zonnetje schijnen wanneer Alberto na een jaar terugkeert en de twee zich verloven. Voor Tess gaat het allemaal wat minder goed; ze beseft dat haar relatie met Alex enkel uit lol bestaat en de twee besluiten een eind aan hun relatie te maken en als vrienden verdergaan. Wanneer Meg voorspelt dat er een bruiloft aankomt voor Peter en Claire, en het een stuk drukker gaat worden op Drovers, denkt Tess dat ze niet meer nodig is op de boerderij. Ze accepteert het aanbod van haar vrienden in de stad om voor het café dat ze hebben gekocht, te werken. Tess pakt haar spullen en vertrekt, niet wetend dat ze hiermee het hart breekt van Nick, de jongste telg van de Ryans. Ook Claire zit op dat moment in een lastig parket, als ze vreselijk nieuws te verwerken krijgt, dat haar hart breekt. Tess realiseert zich al snel dat ze niet meer thuishoort in de stad en als ze ook nog eens het nieuws hoort over Claire, besluit ze terug te keren naar Drovers Run. Peter blijkt al getrouwd te zijn en heeft zelfs twee kinderen. Claire heeft een punt achter hun relatie gezet en verkeert in een diepe depressie. Tess helpt haar weer erbovenop te komen. Tussen Tess en Nick ontluikt een liefde, maar die wordt dwarsgezeten door Nicks moeder Liz, die Tess geen geschikte vriendin voor haar zoon vindt. Alles komt in de laatste aflevering tot een hoogtepunt, wanneer blijkt dat Claire zwanger is van Peter. De zussen komen erachter dat Peter Claires ontslagbrief niet heeft doorgestuurd naar Australian Bloodlines, waardoor deze laatste hun recht op het onderpand Drovers Run inroept, vanwege vermeend contractbreuk. De zussen kunnen hun boerderij kwijtraken. In een poging alles te herstellen, verliest Tess haar misschien wel laatste kans om met Nick samen te zijn. Claire doet, tegen Tess' zin in, toch mee aan een springwedstrijd en loopt ernstig beenletsel op bij een val van haar paard. Als Tess het personeel van de toegesnelde ambulance in het bijzijn van Alex en Peter waarschuwt dat Claire zwanger is, begrijpt Alex dat Claire niet zou willen dat Peter wist dat zij Peters kind draagt, en zegt Alex dat hijzelf de vader is.

## Seizoen 3
Het 3de seizoen is een stuk donkerder vergeleken bij de eerste twee seizoenen. Claire en Alex houden hun leugen over de vader van de baby nog steeds in stand tegenover de buitenwereld. Jodi heeft haar vrijgezellenfeestje en wanneer alleen nog Claire, Tess en Liz Ryan er zijn, bekent een aangeschoten Liz dat Alex niet de zoon is van haar man, Harry Ryan. De volgende dag is de bruiloft van Jodi en Alberto, maar wanneer Alberto door blijft praten over een groot gezin met acht kinderen, breekt de 19-jarige Jodi het zweet uit. Voordat ze de huwelijkspapieren tekent, gaat ze ervandoor en uiteindelijk verlaat Alberto Drovers Run, nadat het huwelijk nietig verklaard is. Becky’s zoektocht naar Brick eindigt wanneer zij hem eindelijk vindt op basis van haar droom en blijkt dat Brick van een brug gevallen is en is overleden. Op het 30-jarige huwelijk van Liz en Harry Ryan ontdekt Harry dat Alex niet zijn zoon is en besluit onmiddellijk te scheiden van Liz. Alex is ziedend van woede, nu blijkt dat hij zijn hele leven voorgelogen is door zijn moeder. Alex vertelt dat hij niet de vader is van Claires baby, want die leugen zit hem dwars. Na de nacht dat de Min Min lichten te zien geweest zijn, wordt Tess’ leven gered door Nick terwijl ze een plaag biologisch proberen te bestrijden. Tegelijkertijd begint Claires bevalling onverwacht. Met hulp van Tess en Alex bevalt Claire van een dochter, die eerst de bijnaam 'BOM' krijgt (Baby of McLeod), aangezien nog geen naam bedacht is. Al gauw komt Claire op een goede naam: Charlotte Prudence McLeod. Charlotte is de tweede naam van Tess en Prudence de naam van haar vroeg overleden moeder. Becky vertrekt met haar nieuwe liefde, Jake Harrison, om samen een nieuw bestaan op te bouwen. Claire en Alex bekennen hun liefde voor elkaar wanneer ze allebei in Melbourne zijn voor zaken en privé-aangelegenheden. Ook Tess heeft een nieuwe vriend, de veearts Dave Brewer, met wie ze zich halverwege het seizoen verlooft. Terwijl Claire en Alex nog wat langer samen van Melbourne genieten, ontdekt Tess een knobbel in haar borst. Meg dringt erop aan dat Claire terug naar huis komt om Tess bij te staan. Tess vreest borstkanker te hebben en dezelfde lijdensweg te moeten ondergaan als haar moeder. Een oude rodeovriendin van Claire komt langs, Stevie Hall, een wilde meid met een ruig verleden. Tess mag haar niet en vertrouwt haar helemaal niet. Claire neemt Stevie aan als opzichter zonder dit met Tess te bespreken. Tess voelt zich buitengesloten en is Stevie liever kwijt dan rijk. Stevie heeft ook zo haar geheimen en stelt zich soms verdacht op. Zo wordt ze eerst nog verdacht van het stelen van brandstof en voer. Dit bleek echter het werk van een goede buur te zijn, die blut is en daardoor wanhopig was. Hoewel Claire haar goede vriendin Stevie niet graag ziet gaan, ontslaat ze haar toch omwille van Tess, echter, wel op vriendschappelijke wijze. Stevie vertrekt, maar blijft wel in de buurt, aangezien zij een zakje waardevolle opalen in de kelder van Drovers verstopt heeft en deze niet kon pakken voor ze vertrok. Claire en Alex besluiten te gaan samenwonen. Alex trekt bij Claire in en heeft plannen om haar ten huwelijk te vragen. Hij is echter de ring kwijt en vraagt Nick deze te zoeken. Dave blijkt Tess slecht te kunnen steunen in dit nare proces van onderzoeken of ze kanker heeft. Hij blijkt het verlies van zijn vrouw enkele jaren eerder nog niet goed verwerkt te hebben en Tess en Dave gaan uit elkaar.  Na enkele weken en een operatie blijkt bij Tess dat het om vasthoudend weefsel gaat en Tess geen kanker heeft. Tess en Claire besluiten een feestje te geven om het goede nieuws te vieren. Als Claire en Tess samen met Charlotte inkopen aan het doen zijn voor het feestje, bereidt Alex zijn aanzoek voor. Hun rit terug naar huis loopt fataal af. Nadat Claire uitwijkt voor een wit paard dat plotseling de weg oversteekt en ze de controle over de auto verliest door een diepe kuil in de weg, stop de auto half hangend over een klifrand. Tess weet uit de auto te komen en brengt op aandringen van Claire eerst Charlotte in veiligheid en weet haar inderdaad uit de auto te krijgen. Claire zit met haar been vast achter de pook en haar portier zit vast. Tess doet alles om Claire te bevrijden, maar Claire beseft dat het het geen zin meer heeft en smeekt Tess voor Charlotte te zorgen. Ze duwt Tess weg terwijl de auto van de klif afglijdt en het ravijn in stort. Hopeloos staat Tess met baby Charlotte op de klif en ze gaat te voet naar Drovers voor hulp. Ondertussen is iedereen in afwachting van de twee zussen, klaar om te feesten, en ook Alex is klaar om een aanzoek te doen. Tess arriveert gehavend en overstuur en ze hebben direct door dat iets ernstigs gebeurd is. Ze komen onmiddellijk in actie en ontdekken welk drama zich heeft voltrokken. In de dagen voor de begrafenis gaat een op wraak beluste Alex achter het witte paard aan dat het ongeluk op zijn geweten zou hebben, met de bedoeling het af te schieten. Wanneer hij ziet dat het paard samen met een merrie een veulen heeft, bedenkt hij zich uiteindelijk. Onderweg terug komt hij Stevie tegen, die hem gezelschap houdt. De anderen houden Drovers Run draaiend en bereiden de begrafenis voor. Ieder verwerkt Claires dood op zijn of haar manier. Zo heeft Jodi moeite om haar afscheid vorm te geven. 
Tess is op zoek naar manieren hoe ze het ongeluk had kunnen voorkomen. Dan verschijnt Claire voor haar als geest, en helpt Tess door deze moeilijke dag heen. Claire vraagt Tess te zorgen voor Charlotte en Drovers.
Stevie komt weer terug naar Drovers Run en biedt aan Tess te helpen. Ze kan niet anders dan de hulp, weliswaar met tegenzin, te accepteren.

## Seizoen 4
Tess is nu de baas van Drovers Run, nadat Claire is overleden. Ze krijgt hulp van een oude vriendin van Claire, Stevie Hall. Stevie blijkt wat geheimen te hebben en hierdoor botst het keer op keer tussen Tess en Stevie. Wanneer Tess Stevies grote geheim hoort, namelijk dat Stevie op haar 15de een dochter heeft gekregen, maar haar af moest staan, ontwikkelen de twee vrouwen een band. Ze staan elkaar bij wanneer Drovers haast failliet raakt en helpen de boerderij weer op te bouwen. Meg vertrekt van Drovers Run om een carrière als schrijfster op te bouwen en hierdoor wordt Drovers versterkt door een nieuwe medewerker, Kate Manfredi, die een schoolvriendin van Jodi blijkt te zijn. Kate wordt al gauw verliefd op de veearts Dave. Alles lijkt beter te gaan voor zowel Jodi als Stevie, wanneer de Morgan broers naar Drovers komen. Luke Morgan, de jongste, krijgt een baan bij de garage van Terry. Kane, de oudere broer met een duistere kant, laat z'n oog vallen op Stevie. Al gauw hebben beide broers een relatie met Jodi en Stevie, maar Jodi heeft meer geluk. Kane kan zijn duistere kant niet onder controle houden en verlaat Stevie en Drovers Run terwijl Luke achterblijft bij Jodi. Voor Tess en Nick lijkt er eindelijk een toekomst in te zitten wanneer ze aan hun gevoelens toegeven. Al snel vraagt Nick Tess ten huwelijk en hebben ze een sprookjeshuwelijk, gevolgd door een prachtige huwelijksreis. Enkele weken na hun huwelijk staat Sally Clements op de stoep, Nicks vriendin uit seizoen 3. Ze is hoogzwanger van Nick en kan elk moment bevallen. Nick en Tess beloven elkaar dat dit niet tussen hen in zal komen, maar wanneer Sally bevalt van een jongen, Harrison, en Nick zijn zoon vasthoudt, realiseert Tess zich dat ze nooit meer voor een eerste keer een kind zullen hebben, is ze niet zeker meer van haar toekomst met Nick.

## Seizoen 5
Sally woont tijdelijk op Wilgul totdat ze weer zelf terug kan reizen naar Melbourne. Nick wordt door zijn vader gedwongen ook op Wilgul te wonen en laat Tess achter. Enkele weken later vertrekt Sally en langzaam trekken Nick en Tess weer naar elkaar toe. Ze gaan weer samenwonen en worden weer een echt koppel. Jodi krijgt veel te verduren als haar vriend Luke undercover moet gaan bij een gang, maar zelf uiteindelijk ook achter de tralies belandt. Regan McLeod, de nicht van Tess arriveert op Drovers. Ze lijkt geen goede bedoelingen te hebben wanneer ze ontdekt dat er goud onder de grond van Drovers ligt. Ze krijgt een relatie met Dave, die haar als enige steunt in het opgraven van het goud. Tess, Stevie, Jodi en Kate doen er alles aan om haar weg te jagen. Wanneer Regan gebeten wordt door een slang, leggen de nichtjes de strijdbijl neer en Regan vertrekt. Nick krijgt een baan aangeboden in Argentinië voor enkele maanden en vertrekt. Enkele dagen later volgt Tess, wetend dat haar boerderij voorlopig in goede handen is bij Stevie, Jodi en Kate. Bij Killarney wordt een nieuwe opzichter geplaatst, nu Nick weg is. Zijn naam is Rob Shelton en hoewel Jodi eerst gecharmeerd is van zijn uiterlijk, krabbelt ze al snel terug. Rob stelt zich op als een vreemde loner die liever niet met iemand in contact komt. Jodi viert haar 22e verjaardag en krijgt een enveloppe van Jack McLeod, ingesteld op die datum. Hierin zit een erkenning voor Jodi van maar liefst $ 100.000 dollar. Jodi komt erachter dat er een mogelijkheid is dat Jack haar vader is en keert naar Rob voor steun als dit zo blijkt te zijn. Drama arriveert wanneer Tess terugkomt, met Nick een dag later op de planning. Echter, hoewel iedereen blij is wegens Tess zwangerschap, slaat de vreugde om in verdriet wanneer blijkt dat Nicks vliegtuig is neergestort en er geen overlevenden zijn. Tess kan maar moeilijk omgaan met de dood van Nick. Het seizoen eindigt met Jodi die een slapende Tess vertelt dat ze zusjes zijn, terwijl Tess droomt over Nick in het ziekenhuis.
- Toen Bridie Carter, die Tess McLeod speelt, eind seizoen 5 aankondigde de serie te verlaten, werden enkele afleveringen opnieuw opgenomen. Dit keer werden haar dromen over Nick erin verwerkt, zodat Nick begin seizoen 6 kon terugkeren en uiteindelijk met Tess naar Argentinië kon vertrekken.

## Seizoen 6
Jodi onthult aan Tess dat ze zussen zijn. Hoewel Tess eerst niet blij reageert, draait ze bij en biedt Jodi een deel van Drovers aan. Stevies hart breekt wanneer Alex terugkeert met een vrouw genaamd Fiona, zijn verloofde. Tess is stomverbaasd als ze Nick plotseling aan de telefoon heeft. Nick blijkt op het vliegveld te zijn beroofd van zijn paspoort, waardoor hij nooit op het vliegtuig is gestapt. Nick keert veilig terug, maar hij kan er niet aarden en Tess kan het niet aanzien om Nick ongelukkig te zien en ze besluiten om zich voorgoed te gaan vestigen in Argentinië. Jodi ontdekt dat Rob in het Witness Protection Programm zit. Niet veel later komt een scherpschutter hem op het spoor. Hoewel Jodi hem op tijd waarschuwt kan ze niet voorkomen dat Rob wordt neergeschoten. De schutter wordt opgepakt maar dit betekent wel dat Rob en Jodi afscheid van elkaar moeten nemen nu zijn identiteit ontdekt is. Daves broer Patrick komt naar Killarney en besluit te blijven. Robs vervanger wordt Riley Ward en Regan, de nicht van Jodi, komt terug naar Drovers. Ze is eerst niet welkom, maar al snel laat ze zien dat ze nu wel goede bedoelingen heeft. Alex en Fiona trouwen, maar al snel beseft Alex dat Fiona niet zijn grote liefde is, maar Stevie. Jodi verwerkt het verlies van Rob en flirt met de nieuwe opzichter Riley. In de laatste aflevering komen alles romances in 1 keer samen. Alex is inmiddels van Fiona gescheiden en Dave krijgt een baan aangeboden in Afrika. Kates liefde voor hem komt weer naar boven en nadat Dave dit ontdekt, vraagt hij haar mee te gaan naar Afrika. Jodi krijgt de schrik van haar leven als Rob plotseling arriveert op Drovers. Hij is nu vrij van al het gevaar, heeft zijn eigen naam Matt terug en is teruggekomen voor de vrouw van wie hij houdt. Jodi staat voor een moeilijke keuze tussen Riley en Matt.
- Rachael Carpani had begin seizoen 6 al gezegd McLeod's Daughters te willen verlaten. Omdat dit de laatste originele McLeod's Daughter was, wilden de schrijvers haar een mooi vaarwel geven. Daarom werd Jonny Pasvolsky weer terug in de serie als Matt gehaald. Zo kreeg het publiek hun droomkoppel en Jodi haar vaarwel in seizoen 7.

## Seizoen 7
Jodi voelt zich ongemakkelijk nu Matt terug is en Riley haar net heeft laten weten verliefd op haar te zijn. Beiden mannen zijn bereid heel ver voor haar te gaan. Stevie en Alex zijn nog altijd niet bij elkaar en twee nieuwe gezichten komen naar Drover's Run. Tayler Geddes komt naar de boerderij om een discussie aan te gaan met Regan. Tayler blijkt haar vader te zijn verloren in het mijnongeluk waar Regan eerder verantwoordelijk voor was. De twee hebben verhitte discussies, maar leggen later hun ruzie bij en Tayler trekt in op Drovers. Marcus Turner wordt door Bryce naar Killarney gestuurd om daar Alex te helpen met zijn administratie. De mannen kunnen niet met elkaar opschieten maar Bryce staat er op dat ze het proberen, wanneer uiteindelijk blijkt dat de twee broers zijn leggen ze hun ruzie bij. Jodi kiest uiteindelijk voor Matt, maar hij krijgt nieuws dat hij opnieuw onder een andere identiteit zal moeten leven. Jodi laat hem niet weer weggaan en gaat met hem mee. Als Jodi van iedereen afscheid heeft genomen, ontploft de auto, met Matt en Jodi erin, ze overlijden niet, maar men denkt wel dat ze dood zijn. Kate keert terug naar Drovers voor de begrafenis. Maar omdat ze vindt dat de politie te weinig doet voor het vinden van de moordenaar en ze zelf op onderzoek uit gaat, zijn ze gedwongen Kate de waarheid te vertellen. Meg neemt Kate mee en laat zien dat Jodi nog leeft. Ze gaan terug naar Drovers en ze nemen een goed afscheid. Maar Kate gaat niet meer terug naar Dave, want de relatie is niet gelukt. Nu Jodi weg is van Drovers, blijkt ze haar erfdeel te hebben nagelaten aan Regans zusjes Jasmine en Grace, en die laatste keert ook naar de boerderij om zich met haar zusje te verzoenen. Stevie en Alex verloven zich eindelijk met elkaar en trouwen op de boerderij, waarna Stevie haar intrek neemt op Killarney en beseft dat ze niet meer thuis hoort op Drovers, nu al haar vrienden weg zijn. Alex vertrekt naar Argentinië om zijn broer Nick bij te staan bij enkele zaken, terwijl Stevie ondertussen ontdekt dat ze zwanger is. Bij haar eerste echo weet Alex op tijd terug te komen en de twee vieren hun zwangerschap. Patrick vraagt zich af hoe dingen tussen hem en Tayler zitten, net zoals hoe dingen tussen Kate en Riley zitten. Als het tegen kerst aanloopt en Riley en Kate onder de "mistletoe" staan, kunnen ze hun gevoelens niet langer ontkennen en zoenen ze. Aan hun geluk lijkt een einde te komen wanneer Grace, Patrick, Tayler en Riley met de auto een kortere route nemen en in de rivier belanden, waarna de auto langzaam wegzakt en hiermee een einde komt aan seizoen 7.

## Seizoen 8
Het Australische Nine Network heeft officieel bevestigd dat seizoen 8 het laatste seizoen is. Na het vertrek van de zussen Tess McLeod Ryan (seizoen 6) en Jodi Fountain McLeod (seizoen 7) zijn de kijkcijfers enorm gedaald. Toen vervolgens Zoë Naylor (Regan McLeod) ook de show verliet en bekend werd dat Aaron Jeffrey (Alex Ryan), Michala Banas (Kate) en Dustin Clare (Riley) ook de serie zouden verlaten, heeft Nine Network, in samenwerking met de producers, het laatste seizoen aangekondigd.
Grace, Patrick en Tayler hebben het ongeluk overleefd, van Riley is niets te vinden. In de dagen erna is Kate obsessief bezig om te bewijzen dat Riley nog leeft, maar nadat ze van Ingrid, die de drie uit de auto redde, hoort dat Rileys lichaam naar alle waarschijnlijkheid door de stroming is meegesleurd, stop Kate verslagen haar zoektocht en accepteert ze dat Riley dood is. Patrick en Tayler geven toe van elkaar te houden en ondanks wat problemen trekken ze bij elkaar in. Grace en Marcus komen in een put vast te zitten, waarbij Grace door onderkoeling waanbeelden krijgt. Als ze gered worden, krijgen Marcus en Ingrid een relatie. Kate accepteert een baan bij een kamp voor weggelopen tieners die in moeilijkheden zijn, en ze vraagt zich af wat Drovers nog voor haar te bieden heeft. Uiteindelijk beseft ze te veel verloren te hebben op Drovers en vertrekt naar het kamp om het te runnen, naar een onbekende plaats.
Stevie is dolblij als ze Alex na een lange tijd weer ziet, en de vreugde stijgt als ze hoort dat hij voorgoed terugkomt. Echter, Alex en de hoogzwangere Stevie krijgen een ongeluk, waarbij Alex een zware boomstam op zich krijgt. Hulp komt te laat en Alex overlijdt in Stevies bijzijn. Niet veel later moet Stevie bevallen en onder extreem emotionele omstandigheden bevalt ze van een zoontje, die ze later Xander noemt. Regan McLeod keert terug naar Drovers om haar zus en Stevie te helpen. Stevie accepteert langzaam de dood van haar man en probeert verder te gaan met haar leven. Jaz McLeod keert ook terug en haar zussen Grace en Regan zijn verbaasd. Ben Hall, een neef van Stevie arriveert ook en zorgt voor veel rumoer met zijn charmante verschijning. Andere relaties ontwikkelen zich, wanneer Ingrid en Marcus hun liefde bekennen, tot verdriet van Grace, die steeds meer is gaan voelen voor Marcus. Echter, Ingrids agressieve man vindt haar en ze vertrekt, zonder iets te zeggen. Marcus voelt zich verraden en krijgt wat met Grace. Echter, enkele weken later merkt Grace dat Marcus nog steeds van Ingrid houdt. Ze achterhaalt dan ook waar ze nu woont, en brengt Marcus naar haar toe. Met pijn in haar hart beseft ze dat Marcus niet bij haar hoor, maar wel bij Ingrid.
Jaz en Ben zetten hun flirt voort, maar daar lijkt een einde aan te komen als Bens ex Monique naar Drovers komt. Jaz voelt zich aan de kant gezet en laat dan ook blijken dat ze Monique niet mag. Uiteindelijk geeft ook Ben toe aan zijn gevoelens voor Jaz. Hij beëindigt nu voor goed de relatie met Monique en gaat een relatie met Jaz aan. Nadat een deal, waarbij Drovers alles verliest, niet doorgaat, lijken de vrouwen hun thuis te verliezen. Ze geven echter niet op en vechten tot ze hun deal weer terug krijgen. Op het laatste moment loopt alles net goed af en Drovers kan blijven voortbestaan. Stevie en Regan krijgen de verrassing van hun leven als Meg en Jodi plotseling weer op de stoep staan. Waar Meg tijdelijk is teruggekeerd van haar reis met Terry, is de hoogzwangere Jodi van plan om met haar verloofde Matt voorgoed op Drovers te blijven en daar hun kindje op te voeden. Het stel hoeft niet langer meer als beschermde getuigen te leven en zijn vrij om te gaan en staan waar ze willen. De bewoners van Drovers vieren de eerste verjaardag van Xander en alles lijkt uiteindelijk op z'n plaats te vallen voor iedereen.
Voor de laatste afleveringen zal Zoë Naylor als Regan, terugkeren en ook Rachael Carpani als Jodi, en Sonia Todd als Meg, zullen aanwezig zijn in de laatste aflevering.
| Acteur          | Personage            | Status             |
| --------------- | -------------------- | ------------------ |
| Zoë Naylor      | Regan McLeod         | Terugkerende rol   |
| Edwina Ritchard | Jasmine "Jaz" McLeod | Vaste rol          |
| John Schwarz    | Ben Hall             | Vaste rol          |
| Rachael Carpani | Jodi Fountain McLeod | Special Guest Star |

## Tegenwoordig
Seizoen 8 was sinds 23 juli 2008 in Australië te zien, en is inmiddels afgelopen. In Nederland werden de rechten door Net5 opgekocht, de afleveringen van seizoen 8 waren te zien vanaf maandag 25 mei 2009 en zijn inmiddels afgelopen. Voorlopig zendt RTL 8 oude afleveringen uit.
In Vlaanderen wordt de serie op caz2 uitgezonden.

## Afleveringen en cruciale gebeurtenissen
Seizoen 1
- 1 Welcome Home - (Eerste aflevering, Tess en Claire worden herenigd na 20 jaar)
- 2 Ducks on the Pond - (Tijdens het schapenscheren gaat het gerucht, dat een van de mannen een moordenaar is)
- 3 Don't Mess with the Girls - (Becky wordt verkracht door Brian, Claire redt Becky van gewelddadige mannen)
- 4 Who's the Boss? - (Jodi komt erachter dat ze gezakt is voor haar middelbare schoolexamen, Tess zit vast met hoogtevrees op de windmolen)
- 5 Taking the Reins - (Sirocco wordt ziek en Claire moet hem afmaken)
- 6 Reality Bites - (Meg en Claire komen meer te weten over Becky's verleden)
- 7 Pride and Joy - (Een wilde stier bezoekt Drovers Run)
- 8 Stir Crazy - (Claire probeert een wilde hengst (brumby) bij de merries weg te houden)
- 9 Into the Woods - (Tess komt in gevaar door een wild everzwijn)
- 10 Haunted - (Gebeurtenissen uit het verleden komen boven)
- 11 Who's a Big Girl Now? - (Jodi wordt 18 jaar)
- 12 Pandora's Box - (Wanneer Tess een onschuldige opmerking maakt, dreigt dit de Ryan broers uit elkaar te drijven)
- 13 True Love and Consequences - (Buurman Bill Tilson besluit zijn boerderij te verkopen en verhuist naar de stad)
- 14 Dirty Pool - (Er worden schapen vermist, die uiteindelijk in het natuurpark teruggevonden worden)
- 15 If the Boot Fits... - (Als Claire naar de stad is om een lezing bij te wonen, heeft Tess de leiding over Drovers)
- 16 Playing to Win - (Nick en Alex willen weer aan de jaarlijkse hooibalenrace meedoen; Harry raakt bedolven over de trekker)
- 17 Girls Night Out - (In de pub blijkt het nieuwe meisje Kimmy ook door Brian te zijn verkracht)
- 18 More Than One Way... - (Claire wordt jaloers op Tess, die een relatie heeft met Alex)
- 19 The Italian Stallion - (Jodi ontmoet Alberto)
- 20 Lover Come Back - (Tess wil alle onderlinge sociale problemen op Drovers oplossen op basis van de counsellingtechnieken en psychologieboeken die haar moeder gebruikte)
- 21 Friends Like These - (Simon en Briony, oude vrienden van Tess komen helemaal uit de stad om Tess te bezoeken, tot irritatie van de anderen)
- 22 Deep Water - (Brian wordt dood gevonden en gevreesd wordt dat Becky dit gedaan heeft)

Seizoen 2
- 23 The Drover's Connection - (Tess gaat hennep verbouwen; Becky's broertje Sean komt op bezoek, die op de vlucht is voor zijn vader)
- 24 Through the Looking Glass - (Op de stoep van Killarney wordt een verlaten baby gevonden; Drovers heeft last van ongedierte)
- 25 Desperate Measures - (Becky valt van haar paard, als iemand op haar schiet; Claire en Peter krijgen een serieuze relatie)
- 26 The Bore War - (Een grote droogte dreigt voor Drovers en Wilgul; wie heeft recht op het water?)
- 27 Hello Stranger - (Megs oude liefde Kevin bezoekt Drovers Run)
- 28 A Dry Spell - (Jodi maakt een moeilijke keuze tijdens de Miss Gungellan verkiezing)
- 29 Three's a Crowd - (Harry komt achter de geheime relatie van Peter, maar besluit dit uiteindelijk aan Becky door te geven)
- 30 The Bridle Waltz - (Claire komt erachter dat Peter is getrouwd, onwetend vertrekt Tess naar de stad)
- 31 To Have and to Hold - (Claire is diep gekwetst en zegt Peter te vertrekken)
- 32 Home is Where the Heart Is - (Claire heeft het zwaar met een gebroken hart en verkoopt Drovers aan Harry, Tess keert terug)
- 33 Wildfire - (Becky's jongere broer Sean wordt door oudere broer Mark overgehaald Alex' waardevolle paard te stelen)
- 34 Hounded - (Politieagent Frank Da Costa heeft het op Terry gemund door een verborgen geheim uit zijn verleden)
- 35 Steer Trek - (Door aanhoudende droogte worden Claire, Tess en Nick gedwongen samen hun vee te drijven)
- 36 Brave J - (Claire wil de training van Brave J oppakken, maar Peter zit in de weg. Ze voelt nog steeds iets voor hem en delen een nacht samen in het hotel)
- 37 You Can Leave Your Hat On - (De jongens strippen nadat Jodi de echte strippers heeft vergiftigd; Terry verliest zijn weddenschap)
- 38 Stripped Bare - (Terwijl Jodi en Craig buiten in bad zitten, wordt Drovers woning leeggeroofd)
- 39 Blame it on the Moonlight - (Drie van Tess' vrienden uit de stad komen logeren; Alberto vraagt Jodi ten huwelijk)
- 40 Made to be Broken - (Een eerder auto-ongeluk, waarvan Alex de schuldige was, wordt door Peter als roddel verspreid)
- 41 Best of Enemies - (Sandras eerste verschijning)
- 42 Wind Change - (Tess wil een volledige relatie aangaan met Nick; Jodi en Alberto kunnen de huur niet betalen van hun appartement)
- 43 No More Mr Nice Guy - (Claire ontdekt dat ze zwanger is en zit vol twijfel over Peter)
- 44 Future Perfect - (Claire krijgt een ongeluk, Alex liegt dat hij de vader is van Claires ongeboren kind)

Seizoen 3
- 45 Fairy Tale, Ending - (Claire komt weer uit het ziekenhuis; Alex krijgt een ongeluk met de helikopter; Jake helpt Becky met het opsporen van Brick)
- 46 Better The Devil You Know - (Door de leugen van Claire en Alex, begint Harry steeds meer invloed uit te oefenen op Drovers; Becky denkt dat Brick haar niet meer wil)
- 47 The Road Home - (Becky vindt het lichaam van Brick)
- 48 An Affair to Forget - (Tess heeft Sally gezien met een andere man in de stad; Jodi's huwelijk komt in gevaar)
- 49 Put to the Test - (Liz vertelt per ongeluk een oud geheim)
- 50 The Wedding - (Jodi en Alberto's huwelijk; Alberto vertrekt)
- 51 Gone to the Dogs - (Becky en Jake stelen een paard; Meg vraagt Terry bij haar te komen wonen)
- 52 The Ghost of Things to Come - (Claire ontdekt een verborgen schat, die spookachtige herinneringen aan haar moeder teweegbrengt; zal zij ook sterven in het kraambed?)
- 53 A House of Cards - (Harry blijkt niet Alex' vader te zijn, Claires leugen over haar baby komt ook uit)
- 54 Three Little Words - (Nick probeert te helpen, als de relatie tussen Alex en Harry verslechtert; Tess vindt het moeilijk om haar gevoelens voor Dave nog langer verborgen te houden)
- 55 Repeat Offenders - (Wanneer de bevriende journalist van Tess, Amanda Mowbray, op Drovers komt, wordt het privéleven van iedereen wel erg publiekelijk gemaakt)
- 56 Sins of the Father - (Becky en Jakes relatie wordt getest, wanneer zijn ware identiteit bekend wordt)
- 57 Jokers to the Right - (Als Claire Alex vertelt, dat ze hem liever niet bij de bevalling wil hebben, geeft dit Alex de reden om maar weer eens rond te kijken, totdat hij Sandra ziet)
- 58 Chain Reaction - (Jodi ontvangt een kettingbrief, maar gooit deze onmiddellijk weg. Heeft ze nu een vloek ontketend, wanneer het noodlot toeslaat op Drovers?)
- 59 The Awful Truth - (Nick en Alex zien de vreselijke waarheid onder ogen van Harry's nieuwe vriendin, als ze ruziën over zijn voorstel om een oude veeroute die over diverse landgoederen loopt, weer te gebruiken)
- 60 Seeing the Light - (De Min€Min-lichten waren rond in de buurt van Drovers; Tess verdrinkt bijna in de graansilo; Claire bevalt van een dochter in een oude schuur)
- 61 A Slight Interruption - (Zowel het moederschap als het runnen van Drovers eisen veel tijd van Claire; Claires baby krijgt een definitieve naam: Charlotte Prudence McLeod)
- 62 Old Beginnings - (Peter keert onverwacht terug en erkent uiteindelijk Charlotte als zijn dochter)
- 63 Where There's Smoke - (Jodi krijgt tijdens haar eerste oefening bij de vrijwillige brandweer, 'Fire Service', weekend een paniekaanval; Toby, een andere stagiair, probeert haar een relatie af te dwingen)
- 64 Perfect Match - (Becky en Jake willen een paardenfokkerij vestigen op Drovers; Tess schrijft Claire in bij een internet dating dienst)
- 65 Let the Best Man Win - (Alex en Nick helpen een aantrekkelijke vrouw, die met pech langs de weg staat; elk gooit zijn eigen charme in de strijd om haar voor zich te winnen)
- 66 Majority Rules - (Drovers moet in quarantaine, wat financiële gevolgen heeft, Claire wordt verkozen als raadslid)
- 67 The Ties That Bind - (Alex en Claire gaan naar Melbourne. Alex om zijn echte vader te ontmoeten, Claire moet een officiële plicht als raadslid vervullen. Hun liefde voor elkaar openbaart zich)
- 68 One Step at a Time - (Claire en Alex zijn nog steeds in Melbourne met baby Charlotte; Tess ontdekt een knobbeltje in haar borst, maar durft dit aan niemand te vertellen)
- 69 Time Frames - (Claire vraag Harry of ze King Harold mag gebruiken in een nieuwe fokprogramma op Drovers; Sandra zoekt bewijs, dat ze nu deel is van de Ryan familie)
- 70 Body Language - (Jake keert terug, vertrekt samen met Becky om een eigen paardenboerderij te runnen)
- 71 To Catch a Thief - (Stevie Hall maakt haar intrede, Tess vertrouwt haar niet)
- 72 My Noon, My Midnight - (Tess krijgt te horen dat ze geen kanker heeft; Claire sterft op dramatische wijze)
- 73 The Long Goodbye - (Tess probeert uit te zoeken hoe het ongeluk heeft kunnen plaatsvinden; Claire komt terug als geest; Vandaag is Claires begrafenis en ieder verwerkt op haar/zijn manier Claires dood)
- 74 Turbulence - (Tess kan niet goed opschieten met Stevie, maar als Charlottes leven wordt bedreigd, moeten ze hun meningsverschillen opzij zetten om haar te redden)

Seizoen 4
- 75 Out of the Ashes - (Tess wil Claires droom waarmaken door een fokprogramma op te zetten. Er breekt een bosbrand uit door de extreme hitte)
- 76 Double Dealing - (Stevie gaat een klusje doen voor Sandra; raken Alex en Nick Wilgul kwijt aan de bank?)
- 77 Jack of all Shades - (De man die beweert een zoon van Jack te zijn blijkt uiteindelijk niet Tess haar halfbroer te zijn)
- 78 Day of Reckoning - (Harry krijgt een hartaanval)
- 79 Great Expectations - (Alex en Sandra beginnen ruzie te krijgen; Terry krijgt een baan bij de Truckstop)
- 80 Game of Chance - (Tess moet kiezen tussen Nick en Dave)
- 81 When Sparks Fly - (De vriendschap tussenn Tess en Nick wordt weer op de proef gesteld; Meg vindt, dat ze van Terry te weinig aandacht krijgt)
- 82 Show of Love - (Alex' eerste liefde Tracy Morrison keert terug en doet Alex een aanbod)
- 83 Father's Day - (Tess en Peter hebben een voogdijstrijd over Charlotte)
- 84 Flesh and Blood - (Tess staat Charlotte vrijwillig af aan Peter; Harry en Sandra gaan trouwen)
- 85 Fool For Love - (Jarred, Stevies ex-man, keert plotseling terug, de scheiding blijkt nog niet afgehandeld te zijn)
- 86 Make or Break - (Veedieven ontvoeren Jodi)
- 87 Second Chance - (Megs zuster Celia Rivers komt op bezoek)
- 88 Call Me Kate - (Kate solliciteert bij Drovers Run; Sandra krijgt een miskraam; Meg vertrekt en Jodi blijft toch)
- 89 Desperate and Dateless - (Lifter Brendan steelt Kates auto)
- 90 Magnetic Attraction - (Stevies dochter Rose arriveert, waarmee een geheim uit haar verleden wordt onthuld)
- 91 Every Breath You Take - (Paul, een van de leerlingen van de rodeoschool, stalkt Kate tijdens de les)
- 92 My Brother's Keeper - (Stevie ontmoet Kane bij de Truckstop, wanneer ze hier allebei betrokken raken bij een blikschade-ongeluk)
- 93 Saturn Returns - (Tess is jarig en Nick en Tess krijgen eindelijk een kans na vier jaar)
- 94 Friendly Fire - (Alex wil vriendschap met Kane, Nick ziet hem niet zitten, terwijl Stevie graag een relatie met hem wil aangaan)
- 95 Secrets and Lies - (Nick en Tess verloven zich)
- 96 For Love or Money - (Stevie wil met Kane een nieuw leven starten)
- 97 Dangerous Waters - (Wanneer Tess haar verlovingsring kwijt is, raakt ze in paniek. Ze denkt dat Nick is verdronken)
- 98 Where There's Fire - (De jaloerse Ainsley trekt aandacht als pyromaan)
- 99 Trembling on the Brink - (Voorbereiding trouwdag; Kate vervangt de stripper tijdens een vrijgezellenfeestje)
- 100 This Moment Forward - (Het huwelijk van Tess en Nick)
- 101 Something to Prove - (Kate vernielt de telefoonkabel, terwijl Nick en Tess op huwelijksreis zijn)
- 102 My House is Your House - (Nick komt ook op Drovers wonen, niet iedereen is daar blij mee; Dave maakt een enorme fout)
- 103 A McLeod Daughter - (Jaz McLeod komt naar Drovers; Stevie vertrouwt haar niet)
- 104 The Things We Do For Love - (Jaz wil de as van haar vader op Drovers uitstrooien; ze blijkt nog niet over de dood van haar verloofde Mark heen te zijn)
- 105 Love Interrupted - (Sally keert terug, zwanger van Nick. Tot grote irritatie van Tess en haar vrienden)
- 106 Twice Bitten - (Als Sally eindelijk vertrekt krijgt ze onderweg weeën en bevalt later van zoon 'Harrison')

Seizoen 5
- 107 No Man's Land - (Sally verhuist met de baby Harrison naar Wilgul; wanneer Tess een kortere weg voor het vee kiest, wordt een kalf door de stroming meegetrokken)
- 108 Little White Lies - (Nick verlaat Tess tijdelijk om bij Harrison te kunnen zijn)
- 109 Rules of Disengagement - (Jodi gaat autoracen; Stevie en Alex proberen om Tess en Nick weer bij elkaar te krijgen, het plan loopt uit op een mislukking)
- 110 Once Were Heroes - (Dave vindt verwaarloosde Whaler paarden; Jodi wordt ontslagen door Stevie)
- 111 Return of the Black Queen - (Sandra keert na zes maanden terug; Tess heeft de waterpokken en een afspraak met Nick kan niet doorgaan)
- 112 Do You Read Me...? - (Sandra vraagt Kate als bedrijfsmanager)
- 113 Taking Care of Business - (Kate komt toch weer terug naar Drovers?)
- 114 Old Flames - (Jodi en Kate gaan hiken; Sally vertrekt met baby Harrison)
- 115 Body Blows - (Harry heeft problemen met zijn hart en hallucineert; Jodi draagt een pruik tijdens een stierenshow)
- 116 Sins of the Father - (Nick blijkt dezelfde hartafwijking te hebben als Harry)
- 117 Boy Made Good - (Stevies eerste jeugdvriend, Rose haar vader, komt langs; Dave krijgt een ongeluk)
- 118 The Pearl - (Luke wordt opgepakt en vertrekt uit de serie)
- 119 The Prodigal Daughter - (Regan McLeod bezoekt Drovers Run; Stevie raakt bekneld onder de auto)
- 120 Love and Obsession - (Nick slaapwandelt)
- 121 One Long, Long Day - (Charlotte wordt vermist)
- 122 Down to Earth - (Rob start bij Killarney; Nick gaat naar Argentinië)
- 123 Heart of Gold - (Tess gaat de strijd aan met Regan; Tess reist Nick achterna)
- 124 Taking Flight - (Kate en Dave doen mee aan vogelobservatie voor het goede doel)
- 125 Make Believe - (Kate doet zich voor als 'overseer' van Drovers om indruk te maken op haar oma)
- 126 Heaven and Earth - (Tess haar paard Oscar wordt erg ziek)
- 127 Moonstruck - (Alex komt bijna om door koolmonoxidevergiftiging in de watertank)
- 128 If You Build It... - (Jodi en Kate bespioneren Rob)
- 129 Out of Time - (Rose en Michelle arriveren op Drovers)
- 130 Betwixt and Between - (Rose ontdekt dat ze Stevies dochter is, ze vertrekt)
- 131 Truth or Dare - (Daves broer Patrick arriveert per parachute)
- 132 The King and I - (Jodi komt erachter dat ze mogelijk Jacks dochter is)
- 133 Intentions - (Dave wordt door studente Catriona ten onrechte beschuldigd van seksuele intimidatie)
- 134 Stranger Than Fiction - (Megs boek komt uit; Jodi krijgt een ongeluk, waarbij Robs verleden boven komt)
- 135 Twelve and A Half Hours Behind - (Tess keert zwanger terug, Nick sterft)
- 136 Anniversary - (Tess organiseert een familiereünie in de tuin)
- 137 Body & Soul - (Alex hallucineert, waarbij hij een paar jongens in het natuurpark ontmoet)
- 138 New Beginnings - (Alex en Sandra raken opgesloten in een brandend huis; Jodi krijgt bevestiging dat ze een McLeod is)

Seizoen 6
- 139 Lost and Found - (Jodi vertelt het nieuws aan Tess; Alex keert terug met zijn nieuwe verloofde Fiona; Harry's racepaard ontsnapt)
- 140 Truth Hurts - (Alex blijft met Fiona en de trouwplannen starten)
- 141 Kiss of Death - (Rob vertelt Jodi z'n geheim, Leo zorgt ervoor dat Drovers failliet gaat, Moira komt op Drovers Run wonen)
- 142 Luck Be A Lady - (Rob neemt afstand van Jodi na gevoelens voor haar te hebben gekregen; Harry gooit Sandra de deur uit)
- 143 The Real McLeod - (Jodi tekent het overdrachtscontract en wordt mede-eigenaar van Drovers; King Harold wordt vergiftigd; Harry ontvangt de eerste doodsbedreigigen)
- 144 The Calling - (Zwangere Tess valt in een put; Nick blijkt toch nog te leven)
- 145 What Lies Beneath - (Nick keert terug)
- 146 Where The Heart Is - (Tess en Nick vertrekken weer naar Argentinië; Jodi ontdekt dat Rob in levensgevaar is)
- 147 Deliver Us From Evil - (Meg vraagt Terry ten huwelijk; Jodi en Rob zijn op de vlucht; Rob vertrekt)
- 148 The Big Commitment - (Stevie en Fiona worden bedrogen met de aankoop van een paard; Meg en Terry trouwen en vertrekken van Drovers)
- 149 Biting the Bullet - (Regan keert terug en blijft; er wordt een afwijking in de baarmoeder van Fiona ontdekt, waardoor ze geen kinderen kan krijgen)
- 150 Second Best - (Harry's ram wordt gestolen)
- 151 The Trouble With Harry - (Harry sterft door een hartaanval, Jodi denkt echter dat ze hem heeft gedood door een aanrijding; een belangrijke Japanse delegatie bezoekt Drovers i.v.m. Gungellan Fresh)
- 152 The Legend of Harry Ryan - (Alex ontdekt Harry's ware geschiedenis; Kate en Regan vinden een illegale stortplaats)
- 153 Second Chances - (Kevin bedriegt Jodi weer eens; er moeten nog snel even 500 schapen worden geschoren; Fiona liegt tegen Alex dat ze zwanger is)
- 154 Secrets and Lies - (Stevie ontdekt Fiona's leugen over de zwangerschap, maar kan niet voorkomen dat Alex en Fiona toch trouwen; Harry blijkt door een overdosis aan hartmedicijnen te zijn gestorven)
- 155 The Life of Riley - (Sandra neemt Killarney over en wil Harry's Truckstop verkopen, Moira en Regan willen hem kopen; Riley duikt op terwijl hij brumby’s beschermt)
- 156 Wild Horses - (Stevie en Riley gaan een stel 'brumby’s’ temmen; Regan komt onder haar quad terecht; Fiona keert terug van huwelijksreis en Sandra ontdekt haar leugen over de zwangerschap)
- 157 The Great Temptation - (Moira's ex-man Hugh komt naar Gungellan en wil haar terug; Sandra beschuldigt Drovers van het besmetten van haar vee met paratyphus)
- 158 Suspicious Minds - (Kate vermoedt dat Harry de fatale overdosis niet zelf heeft ingenomen en dat Stevie hem heeft vermoord, maar Stevie beweert dat ze er wordt ingeluisd)
- 159 Days of Reckoning - (Stevie wordt gearresteerd voor de moord op Harry; Alex keert terug en Fiona doet alsof ze een miskraam krijgt: Tess bevalt van een dochter Ruth Claire in Argentinië)
- 160 Scratch the Surface - (Als Leo Coombes terugkeert probeert Stevie te bewijzen dat hij Harry heeft vermoord; Alex ontdekt Fiona's leugen over de zwangerschap; Sandra verlaat Killarney)
- 161 For Better Or Worse - (Moira raakt vast met de dieselwagen;)
- 162 The Eleventh Hour - (Sandra bekent Harry te hebben vermoord en wordt opgepakt; Stevie wordt vrijgesproken en zoent met Alex)
- 163 Old Wrongs - (Rose komt terug; Gungellan bestaat 150 jaar; Jodi ontdekt meer over haar verleden)
- 164 Handle With Care - (Rose ontmoet Leo)
- 165 Guess Who's Coming to Dinner - (Leo ontvoert Rose)
- 166 One Perfect Day - (Stevie gaat met Rose winkelen; Riley haalt een stunt uit)
- 167 Winners & Losers - (Fiona krijgt een ongeluk met de brommer)
- 168 Damage Control - (Jodi's nachtmerries over Rob komen terug; Fiona vertrekt)
- 169 Risk - (Kate wint de 'Young Farmer of the Year Award'; Kate en Patrick gaan uit elkaar)
- 170 Twenty Questions - (Fiona wil de helft van Killarney hebben en Bryce moet Alex uit de brand helpen; Dave en Kate vertrekken naar Kenia; Tayler doet haar intrede; Rob/Matt keert terug)

Seizoen 7
- 171 Second Chances - (Matt keert terug naar Jodi)
- 172 All The Wrong Places - (Marcus Turner maakt z'n intrede)
- 173 Digging Up The Past - (Jodi vindt oude handboeien in een geheime kamer)
- 174 Thicker Than Water - (Alex vs Marcus, Marcus vertelt Alex dat ze halfbroers zijn; geeft Riley zijn vader een tweede kans?)
- 175 Reaching Out - (Jodi ziet nog steeds flashbacks uit het verleden)
- 176 Returned Favour - (Jodi's paard wordt in het natuurpark gebeten door een slang; Jodi en Matt krijgen eindelijk een relatie)
- 177 Of Hearts and Hunters - (Matt moet voor zijn eigen veiligheid het getuigenprogramma weer in. Jodi besluit met hem mee te gaan. Tijdens hun vlucht worden ze slachtoffer van een moordaanslag; Kate keert terug voor de begrafenis)
- 178 Climb Every Mountain - (Begrafenis Jodi en Matt, ze blijken nog te leven en krijgen de kans om afscheid te nemen van Drover's; Alex en Stevie bekennen eindelijk hun liefde voor elkaar)
- 179 Sisters are Doing It For Themselves - (Regan komt haar zus Grace tegen)
- 180 Rules of Engagement - (Alex vraagt Stevie ten huwelijk)
- 181 Bloodlines - (Grace komt op Drover's wonen; schapendieven moeten worden gevangen)
- 182 Warts and All - (Een weddenschap met Bryce via een paardenrace)
- 183 Conflicts of Interest - (Alex gaat het huwelijkscertificaat ophalen)
- 184 Flesh and Stone - (Tayler krijgt een ongeluk met de trekker; Regan vertrekt)
- 185 All's Fair In Love and War - (Rose komt terug, nu met haar oma; Kate keert terug, nadat zij en Dave uit elkaar zijn gegaan)
- 186 Ever After - (Alex en Stevie trouwen en vertrekken op huwelijksreis naar Argentinië; Ashleigh doet haar intrede)
- 187 Grace Under Fire - (Drover's wordt geteisterd door de 10 plagen; Heath Barrett doet zijn intrede)
- 188 Gift Horse - (Grace' paard blijkt een hersentumor te hebben; Patrick wordt gebeten door een hagedis)
- 189 Hot Water - (Kate en Grace worden gegijzeld door een failliete boer, Moira raakt hierbij levensgevaarlijk gewond; Grace sluit een lening af met Ashleigh)
- 190 Leaving the Nest - (Stevie keert terug uit Argentinië; Rose valt van de windmolen en voelt haar benen niet meer)
- 191 Spark From Heaven - (Een engel bezoekt Drover's en helpt ieder bij zijn/haar eigen problemen; eindelijk valt er weer regen)
- 192 The Courage Within - (Tayler koopt een teddybeer voor Rose, waarin juwelen verstopt blijken te zitten, de overvallers willen de juwelen terug hebben)
- 193 Divided We Stand - (Stevie wil op Killarney gaan wonen; Kate wordt verliefd op Mitch, een oude legervriend van Riley; als Riley Ashleigh afwijst, komt hij in de problemen)
- 194 On The Prowl - (Rileys maat Mitch blijkt in gestolen wapens te handelen, Kate helpt hem vluchten; Patrick en Tayler stelen de kluis van de Truckstop)
- 195 Fanning the Flames - (Mitch vertrekt nadat hij een ingehuurde pyromaan blijkt te zijn; Stevie en Grace ontdekken een complot om de plaatselijke boeren kapot te krijgen)
- 196 My Enemy My Friend - (Ashleigh en Grace krijgen een auto-ongeluk; de meiden ontdekken dat Ashleigh probeert Drover's kapot te maken)
- 197 Knight In Shining Armour - (Heath vraagt Grace ten huwelijk; Grace moet een lening van Ashleigh terugbetalen)
- 198 The Short Cut - (Ashleigh schakelt veedieven in om Drover's naar de afgrond te helpen; Bryce sterft in het bijzijn van Marcus)
- 199 Seeing is Believing - (Tayler ontmoet haar moeder onder vreemde omstandigheden; Stevie ontdekt dat ze zwanger is; Asleigh vertrekt)
- 200 Second Chances - (Iedereen krijgt een tweede kans; Taylers 18e verjaardag wordt gevierd; nieuwe dierenarts Ingrid Marr maakt kennis met Marcus)
- 201 Mixed Messages - (Heeft Heath een affaire met een ander?)
- 202 Silent Night - (Grace maakt het uit met Heath; wanneer Patrick, Tayler, Riley en Grace op kerstavond tijdens een storm de deur uitgaan, krijgen ze een fataal auto-ongeluk... wie overleeft het?)

Seizoen 8
- 203 Aftermath - (Riley sterft)
- 204 The Pitfalls Of Love - (Grace en Marcus vallen in een oude mijnschacht)
- 205 Wild Ride - (Stevies oude rodeo-vriendin Sharon arriveert)
- 206 Nowhere To Hide - (Kate vertrekt)
- 207 Stand By Me - (Een indringer blijkt het 9-jarige meisje Lily te zijn; Moira denkt dat de vloek, die ze over Phil had uitgesproken, zich nu tegen haar keert)
- 208 Close Enough To Touch - (Alex sterft en Stevie bevalt van Xander)
- 209 Bringing Up The Wombat - (Stevie wil naar Killarney verhuizen met de baby)
- 210 Three Sisters - (Jaz keert terug, gespeeld door Edwina Ritchard en Ben maakt zijn intrede)
- 211 Damned - (Het bouwen van een waterdam moet worden tegenhouden; Jaz wordt gechanteerd door een boer)
- 212 Mother Love - (Taylers moeder komt terug; Xander lacht voor het eerst)
- 213 Bright Lights, Big Trouble - (Grace, Jaz, Frank en Marcus gaan een bezoekje brengen aan de minister in de stad; herdenking Stevie en Alex' eerste huwelijksjubileum)
- 214 Love And Let Die - (Frank komt erachter dat zijn vrouw van plan is naar Queensland te verhuizen en hun dochtertje Lily mee te nemen)
- 215 A Dog's Life - (Bij een wedstrijd schapendrijven blijkt een van de honden te zijn mishandeld)
- 216 My Prince Will Come -(Jaz' ex Mischa komt samen met haar springpaard op Drover's; Moira komt erachter dat ze zwanger is)
- 217 Snogging Frogs - (Grace is bezorgd over Jaz, als ze in gevaar dreigt te komen door Mischa's plannen; Moira moet Phil vertellen over haar zwangerschap)
- 218 The Merry Widow - (Moira verliest haar baby; Stevie en Marcus zijn het middelpunt van een roddel)
- 219 Show Pony - (Jaz besluit stiekem haar springpaard te trainen; Ingrids ex Paul komt in beeld)
- 220 Every Move You Take - (Ingrid schiet Paul neer)
- 221 Into Thin Air - (Marcus brengt Ingrid in veiligheid; Ingrid Marr verlaat Killarney)
- 222 The Show Must Go On - (Moira's musical; Phil vertrekt)
- 223 Into the Valley of the Shadow - (De toekomst van Drovers Run komt in gevaar; Regan keert terug; Bens ex Monique komt naar Drover)
- 224 The Long Paddock (serie - einde) (Allerlaatste aflevering van McLeod's daughters; Monique vertrekt en Ben en Jaz krijgen een relatie; Grace brengt Marcus en Ingrid weer bij elkaar; Meg en een zwangere Jodi keren terug; Xanders eerste verjaardag wordt gevierd)

## Cast

### Hoofdpersonages
| Lisa Chappell          | Claire Louise McLeod  | 74  | Hoofdpersonage | Hoofdpersonage | Hoofdpersonage |                |                |                |                |                |
| Bridie Carter          | Tess Charlotte McLeod | 135 | Hoofdpersonage | Hoofdpersonage | Hoofdpersonage | Hoofdpersonage | Hoofdpersonage | Hoofdpersonage |                |                |
| Jessica Napier         | Becky Howard          | 70  | Hoofdpersonage | Hoofdpersonage | Hoofdpersonage |                |                |                |                |                |
| Rachael Carpani        | Jodi Fountain         | 180 | Hoofdpersonage | Hoofdpersonage | Hoofdpersonage | Hoofdpersonage | Hoofdpersonage | Hoofdpersonage | Hoofdpersonage | Gast           |
| Aaron Jeffery          | Alex Marion Ryan      | 202 | Hoofdpersonage | Hoofdpersonage | Hoofdpersonage | Hoofdpersonage | Hoofdpersonage | Hoofdpersonage | Hoofdpersonage | Gast           |
| Myles Pollard          | Nick Gary Ryan        | 124 | Hoofdpersonage | Hoofdpersonage | Hoofdpersonage | Hoofdpersonage | Hoofdpersonage | Terugkerend    |                |                |
| Sonia Todd             | Meg Fountain          | 107 | Hoofdpersonage | Hoofdpersonage | Hoofdpersonage | Hoofdpersonage | Terugkerend    | Terugkerend    | Gast           | Gast           |
| Simmone Jade Mackinnon | Stevie Hall           | 153 |                |                | Hoofdpersonage | Hoofdpersonage | Hoofdpersonage | Hoofdpersonage | Hoofdpersonage | Hoofdpersonage |
| Brett Tucker           | Dave Brewer           | 100 |                |                | Terugkerend    | Hoofdpersonage | Hoofdpersonage | Hoofdpersonage |                |                |
| Michala Banas          | Kate Manfredi         | 117 |                |                |                | Hoofdpersonage | Hoofdpersonage | Hoofdpersonage | Hoofdpersonage | Hoofdpersonage |
| Jonathan Pasvolsky     | Matt Bosnich          | 36  |                |                |                |                | Hoofdpersonage | Hoofdpersonage | Terugkerend    |                |
| Luke Jacobz            | Patrick Brewer        | 78  |                |                |                |                | Gast           | Hoofdpersonage | Hoofdpersonage | Hoofdpersonage |
| Zoe Naylor             | Regan McLeod          | 53  |                |                |                |                | Terugkerend    | Hoofdpersonage | Hoofdpersonage | Terugkerend    |
| Dustin Clare           | Riley Ward            | 49  |                |                |                |                |                | Hoofdpersonage | Hoofdpersonage |                |
| Doris Younane          | Moira Doyle           | 94  |                | Gast           | Gast           |                | Terugkerend    | Hoofdpersonage | Hoofdpersonage | Hoofdpersonage |
| Gillian Alexy          | Tayler Geddes         | 54  |                |                |                |                |                | Gast           | Hoofdpersonage | Hoofdpersonage |
| Matt Passmore          | Marcus Turner         | 53  |                |                |                |                |                |                | Hoofdpersonage | Hoofdpersonage |
| Abi Tucker             | Grace Kingston        | 45  |                |                |                |                |                |                | Hoofdpersonage | Hoofdpersonage |
| Edwina Ritchard        | Jaz McLeod            | 17  |                |                |                | Gast           |                |                |                | Hoofdpersonage |
| John Schwarz           | Ben Hall              | 15  |                |                |                |                |                |                |                | Hoofdpersonage |

### Nevenpersonages
- Marshall Napier - Harry Ryan/Karl Weatherdon (2001-2006)
- Catherine Wilkin - Liz Ryan (2001-2006)
- John Jarratt - Terry Dodge (2001-2006)
- Fletcher Humphrys - Brett "Brick" Buchanon (2001-2003)
- Rodger Corser - Peter Johnson (2001-2004)
- Luke Ford - Craig Woodland (2001-2004)
- Ben Mortley - Alberto Borelli (2001, 2002-2003)
- Kathryn Hartman - Sally Clements (2002-2005)
- Stelios Yiakmis - Sergeant Frank Da Costa (2002)
- Charlie Clausen - Jake Harrison (2002-2003)
- Inge Hornstra - Sandra Kinsella-Ryan (2002-2006)
- Reece Horner - Nat (2003-2008)
- Craig McLachlan - Kane Morgan (2004)
- Basia A'Hearn - Rose Hall Smith (2004-2009)
- Dean O'Gorman - Luke Morgan (2004-2005)
- Anna Torv / Edwina Ritchard - Jazmine McLeod (2004)
- Michelle Langstone - Fiona Webb (2006)
- Peter Hardy - Phil Rakich (2006-2009)
- Sam Healy - Ashleigh Redstaff (2003, 2007)
- Rachael Coopes - Ingrid Marr (2007-2009)
- Martin Lynes - Frank Edwards (2008)
- Ashton & Tate Hutchings - Xander Hall (2008)
- Nicholas Bishop - Russ Conners ( 2008)

## Dieren

### Paarden
Elke Drovers-vrouw heeft haar eigen paard. Ze zijn gek op hun paarden en behandelen ze met liefde.
- Sirocco is het paard van Jack McLeod. Jack gebruikte Sirocco voor het veedrijven, wedstrijden en ontspanning. Sirocco was erbij toen Jack een hartaanval kreeg en stierf. Na Jacks dood werd Sirocco Claires favoriete paard, maar al snel werd er bij Sirocco een tumor ontdekt. Claire moest Sirocco afschieten nadat er werd geconstateerd dat er niets gedaan kan worden aan de tumor.
- Eagle is het paard dat Claire sinds haar jeugd al had. Een tijdje werd hij aan de kant geschoven toen Claire Sirocco van haar vader overnam, maar toen Sirocco zelf overleed werd Eagle weer van stal gehaald. Na Claires dood was Eagle ook bedroefd.
- Oscar is een groot wit paard. Sinds de aankomst van Tess werd Oscar door Claire aan haar zus toegewezen. Tess is meerdere malen van Oscar afgevallen en door haar angst voor grote dieren had Tess moeite om weer op Oscar te klimmen. Uiteindelijk overwon ze haar angst. Tijdens de periode dat Tess en Nick in Argentinië waren, moest Stevie voor Oscar zorgen. Oscar werd toen heel erg ziek, maar dankzij Stevie werd Oscar weer beter. Oscar bleef achter op Drovers toen Tess en Nick voorgoed naar Argentinië emigreerden. Oscar werd aan Regan gegeven om te berijden, omdat Tess ook haar angst heeft overwonnen op Oscar.
- Tucker is het paard van Jodi. Sinds het paard werd geboren is Jodi de eigenaar. Jodi heeft met Tucker meegedaan aan wedstrijden en gebruikte hem ook voor het veedrijven. Tucker is gebeten door een tijgerslang waardoor Jodi en Matt gedwongen waren om met elkaar in het Natuurpark te blijven omdat Tucker niet kon lopen. Nadat Jodi en Matt van Drovers waren vertrokken, werd Tucker het paard van de nieuwkomer Taylor.
- Hopscotch is de Pony van Charlotte. Alex koopt Hopscotch voor Charlottes eerste verjaardag als hij erachter komt dat Peter Charlotte wil opeisen. Het blijkt een nogal wilde pony te zijn maar Jodi krijgt hem onder controle met wat muziektherapie als blijkt dat hij een show/circuspony blijkt te zijn geweest. Charlotte gaat uiteindelijk bij Peter wonen en Hopscotch blijft op Drover's waar hij na verloop van tijd uit beeld verdwijnt.
- Juno is het paard van Jaz McLeod. Sinds de dood van haar vriend die van een paard afviel durft Jaz niet meer te rijden. Alex krijgt haar uiteindelijk terug in het zadel.
- Banjo is het grote bruine paard van Stevie. Ze heeft Banjo al sinds ze arriveerde op Drovers en hij is nog altijd in haar bezit. Banjo werd gebruikt op de huwelijksceremonie van Stevie en Alex.
- Sherpa Tevens een paard van Stevie.
- Star is het paard van Meg en is het oudste paard dat rondloopt op Drovers Run. Door haar broze botten en leeftijd is Star al enkele keren flink gewond geraakt. Door goede zorg van Dave en zijn grote medische kennis is Star nog altijd gezond. Sinds Meg weg is van de boerderij wordt Star niet meer gebruikt als werkpaard maar kan hij rustig van zijn oude dagje genieten.
- Blaze is een jonge merrie die Claire van een handelaar heeft gekocht aangezien deze een nakomeling van 'Sirocco' bleek te zijn. Claires plannen waren om met haar een fokbedrijf op te starten. Blaze heeft uiteindelijk 1 merrie gebaard, Phoenix. Blaze rent nu tijdens de warme maanden in de grote weiden met de rest van de paarden.
- Phoenix is de enige dochter van Blaze, Claires fokmerrie. Toen Charlotte werd geboren was Claire van plan om Phoenix af te richten tot Charlottes paard. Toen Regan McLeod arriveerde op Drovers kreeg zij Phoenix toegewezen. Echter, Phoenix wilde het liefst bij de wilde paarden zijn en uiteindelijk liet Tess haar gaan.
- Charlie is het paard van Kate, wordt ook vaak Charlieboy genoemd. Komt niet erg vaak in beeld, en verschilt vaak van paard.
- Buddy was het paard van Becky Howard. Hij was altijd schrikachtig en heeft haar ook meerdere malen van zijn rug afgegooid. Na Becky's vertrek is het onduidelijk wat er met Buddy is gebeurd.
- Stormcloud was het nieuwe paard van Becky Howard. Ze koopt hem van het geld dat ze krijgt van Jakes broer Damian om bij Jake uit de buurt te blijven. Samen met Jake besluit ze dat het geld zo het best besteed is. Becky verwent Stormcloud totdat Jake hem na een ruzie meeneemt naar zijn eigen stekje om later terug te keren en Becky te vragen bij Stormcloud te komen wonen.
- Baggins Is het paard van Grace Kingston McLeod. Na een aantal afleveringen overlijdt hij aan een hersentumor.
- Crackers Is het nieuwe paard van Grace. Ze noemt hem zo omdat hij nogal van crackers houdt.
- Hercules Is het paard van Ingrid Marr, de dierenarts. Een trekpaard.
- Annie Is het paard van Jaz McLeod, zij heeft vele prijzen gewonnen met haar als springpaard. Helaas kan Jaz geen werkpaard van haar maken en is ze genoodzaakt om Annie te verkopen.
- Dusty is het paard van Moira. Ze heeft hem cadeau gekregen van Phil Rakich.
- Chester is het paard die Nick van Drovers Run leent in seizoen 2 om opnieuw te leren paardrijden.
- Rocky Is het paard van Marcus Turner.

### Overig vee
- Madonna is de koe die Tess kocht in seizoen 1. Tess had haar geruild voor een koffiemachine. Madonna bleek een goede fokkoe te zijn die uiteindelijk nog voor veel nakomelingen zorgde. Ze loopt tegenwoordig nog steeds rond op Drovers' Run, en wordt, sinds Tess is vertrokken, vooral verzorgd door Kate en Tayler.
- Rocco en Ritchie zijn twee stieren, afkomstig van Madonna. Deze twee zijn de enige die na hun geboorte nog rond lopen op Drovers. Rocco is ooit ontvoerd geweest door Sandra, Ritchie is bijna verdronken. Tegenwoordig zorgen deze twee stieren voor hun eigen nakomelingen.
- The Collinel is een ram die Nick had gekocht als huwelijkscadeau voor Tess. De wol van The Collinel brengt veel geld op. Zijn wol bevat de hoogste zuiveringsgraad die een ram kan hebben en Harry Ryan heeft de ram daarom altijd al willen hebben. The Collinel loopt echter nog altijd rond op Drovers.
- Don Juan, Don Two, Isobelle en Doorbelle zijn de vier Alpaca's van Tess. Don Juan en Don Two had ze van een oplichter gekocht, zonder dat ze het wist, maar mocht ze uiteindelijk toch houden van de politie. Isobelle kocht ze er later zelf bij, maar zij overleed nadat ze van oleander had gegeten, een giftige plant. Nick voelde zich schuldig dat hij niet thuis was die avond om haar in de gaten te houden en kocht daarom een nieuwe Alpaca, Doorbelle. Zij heeft inmiddels ook al voor een nieuwe nakomeling gezorgd, die de naam 'Notabelle' kreeg
- King Harold is de kostbare stier van Harry Ryan. Zijn zuiveringsgraad en bloedlijn is hoog en daardoor willen velen boeren gebruikmaken van de stier om hun koe te dekken. Madonna is ook een aantal keren gedekt door King Harold, Rocco is hier een nakomeling van. King Harold is al een aantal keren ontsnapt aan castratie, aangezien velen boeren ook jaloers zijn op Harry vanwege zijn stier. In seizoen 6 wordt King Harold dood in zijn wei gevonden. Na onderzoek blijkt hij te zijn vergiftigd en Leo Coombes (de piloot die was ontslagen door Harry) wordt ervan verdacht het te hebben gedaan, echter werd ook Sandra ervan verdacht. Het is nooit helemaal duidelijk geweest wie het gedaan heeft, aangezien niet lang erna Harry overleed en Sandra degene bleek die hem een overdosis had gegeven.
- Roy is de hond van Claire. Als Claire overlijdt, is Roy een tijdje heel treurig.
- Turbo is de hond van Stevie, haar vorige hond heette Diesel.
- Noisy is de hond van Taylor. In het begin luistert ze slecht en valt ze zelf Patrick een keer aan. Taylor traint haar echter goed en na een tijdje is Noisy een echte werkhond.

## Namen van de personages
Hoewel de namen Claire, Tess en Jack McLeod al vast stonden vanwege de film uit 1996, is de rest van de personages vervangen of erbij verzonnen. De namen van de personages zijn grotendeels gebaseerd op de namen van medewerkers van de show.
- De voornaam van Jodi McLeod is afkomstig van de make-up artieste Jodee Lenaine-Smith. De naam werd van Jodee naar Jodi veranderd.
- De achternaam van Kate Manfredi komt van het bedrijf "Manfred Hopprich", die de serie van regisseurs assistentie voorziet. Hierbij is de letter -i erachter toegevoegd.
- De achternaam van het personage Rob komt van ploegbaas Graem Shelton.
- Jake Harrisson (seizoen 2&3) dankt zijn achternaam aan Trevor McLeod Harrisson, die de serie van het juiste geluid voorziet. Trevors eerste achternaam McLeod is niet het voorbeeld geweest van de achternaam van de zusjes uit de serie.
- De achternaam van de gebroeders Kane en Luke Morgan is te danken aan afleveringen editor Denise Morgan.
- Becky's kroegbaas uit seizoen 1, Brian Cronin, heeft zijn achternaam te danken aan Tony Cronin, tweede hoofdschrijver van de serie.

Veel andere personages, zoals Dave Brewer, Jasmine McLeod en Alex Ryan danken ook hun naam aan een van de honderden medewerkers van de serie. Alex' naam is bijvoorbeeld gebaseerd op de eerste hoofdschrijver Alexxa Wyatt. Elk personage dat erbij komt, dankt zijn naam (on)volledig aan een medewerker.

## Trivia
- Het verhaal van Jodi-is-de-dochter-van-Jack McLeod is al vroeg in werking gezet. In seizoen 1 werd al verwezen naar het feit dat Meg ooit een relatie had met Jack. Toen Claire in seizoen 3 overleed, kwam in seizoen 4 ook Jodi erachter, wat in seizoen 5 tot haar ontdekking leidde dat ze Jacks dochter was.
- Lisa Chappell (Claire) vertrok uit de serie om verder te gaan met haar zangcarrière.
- Enkele castmembers hebben/hadden relaties met hun collega's. Aaron (Alex) had een relatie met Michelle Langstone, die de rol van Fiona speelde. Sinds 2010 heeft hij een relatie met Zoë Naylor (Regan McLeod). Ze hebben samen een dochter (2012) en een zoon (2017). Rachael (Jodi) had al een relatie met Matt Passmore voor hij de rol van Marcus Turner speelt. Ze hadden in de serie geen scène samen gehad, want Rachael vertrok toen Matt goed en wel in de serie gesettled was. Sinds haar vertrek naar de States heeft ze nog wel veel contact met Johnny Pasvolski, die de rol van tv-vriend Rob/Matt speelde. Hij is ook met zijn vrouw naar de Verenigde Staten verhuisd.
- Te midden van het zesde seizoen besloot Rachael Carpani al om Drovers Run te verlaten, ze had echter nog een contract van een jaar.
- Het haar van Simmone (Stevie) is niet echt rood, de krullen zijn wel echt. In het contract van Patrick staat ook dat hij zijn haar lang moet houden.
- Doris Younane (Moira) deed vroeger aan acrobatiek, en sprinten. Tevens heeft ze in een circus gespeeld.
- Marshall Napier (Harry Ryan) is in het echte leven de vader van Jessica Napier (Becky).
- Rachael Carpani, Michala Banas en Simmone kunnen het met elkaar het beste vinden op de set.
- Matt Passmore die in seizoen 7 de rol van 'Marcus Turner' speelt, heeft in seizoen 6 in de aflevering 'The Calling' een kleine rol gespeeld. Hij speelde een weduwnaar genaamd 'Greg Hope.' En redde Tess uit een schacht.
- John Schwarz die in het laatste seizoen de rol van 'Ben Hall' (neef van Stevie) speelt, heeft in seizoen 6 in de aflevering 'The Legend of Harry Ryan' een kleine rol gespeeld als 'Mark Weatherdon.'
- Alexandra Davies speelde in het eerste en tweede seizoen 'Briony Masters' de beste vriendin van Tess uit de stad. Ze speelde echter ook de rol van 'Monique Black' in de laatste afleveringen van seizoen 8. Hier speelt zij de ex-vriendin/verloofde van Ben Hall.
- Sandy Winton die in seizoen 8 de rol van 'Heath Barratt' (de liefde van Grace) op zich neemt heeft in seizoen 2 een rol gespeeld in de aflevering 'Steer Trek.' Hij speelt hierin de weduwnaar 'Daniel Lewis.' Die Tess & Claires kudde een schuilplaats biedt tegen de hitte.
- Zowel Michala Banas (Kate Manfredi) als Abi Tucker (Grace McLeod) zijn naast actrices ook zangeressen. Een nummer van Abi is zelfs te horen in de allerlaatste aflevering van McLeods Daughters genaamd 'Speak my Angel.'
- Simmone Jade Mackinnon (Stevie Hall) heeft in maart 2010, net als haar karakter in McLeods Daughter, een zoontje gekregen genaamd 'Madigan James.'
- Inge Hornstra (Sandra Kinsella) is geboren in Nederland en heeft ook Nederlandse ouders. Ze verhuisde naar Australië toen ze 4 jaar oud was.
- Inge verliet in seizoen 4-5 McLeods omdat ze zwanger was (in een aflevering in seizoen 4 waar ze als Sandra Nick om een gunst vraagt omtrent het verwekken van een kind, is dit ook te zien ondanks de wijde kleding). Ze heeft een dochter gekregen genaamd 'Summer.'